# Aref Josravinia
Aref Josravinia es un deportista iraní que compitió en atletismo adaptado. Ganó una medalla de oro en los Juegos Paralímpicos de Sídney 2000, en la prueba de lanzamiento de disco (clase F57).

## Palmarés internacional
| Juegos Paralímpicos | Juegos Paralímpicos | Juegos Paralímpicos | Juegos Paralímpicos |
| Año                 | Lugar               | Medalla             | Prueba              |
| ------------------- | ------------------- | ------------------- | ------------------- |
| 2000                | Sídney (Australia)  | Medalla de oro      | Disco F57           |